# فرودگاه کاکرین
فرودگاه کاکرین (به انگلیسی: Cochrane Airport) یک فرودگاه همگانی با کد یاتا YCN است که یک باند فرود آسفالت دارد و طول باند آن ۱۳۷۲ متر است. این فرودگاه در کشور کانادا قرار دارد و در ارتفاع ۲۶۲ متری از سطح دریا واقع شده‌است.